# Joël Hauvieux
Joël Hauvieux (Brette-les-Pins, 20 gennaio 1949) è un ex ciclista su strada francese, professionista dal 1974 al 1978.

## Palmarès

### Strada
- 1971 (Dilettanti)

3ª tappa Paris-Vierzon
- 1972 (Dilettanti)

Paris-Barentin
- 1976 (Lejeune, una vittoria)

3ª tappa Tour de l'Aude (Carcassonne > Quillan)

## Piazzamenti

### Grandi Giri
- Tour de France

1975: 73º
1976: 70º

### Classiche monumento
- Parigi-Roubaix

1974: 53º
1977: 32º